# آلیستر مرداک
آلیستر مرداک (انگلیسی: Alister Murdoch؛ ۹ دسامبر ۱۹۱۲ – ۲۴ اکتبر ۱۹۸۴) فرد نظامی اهل استرالیا بود. وی همچنین برندهٔ جوایزی همچون نشان امپراتوری بریتانیا و نشان حمام شده‌است.